# Lista siturilor arheologice din județul Brașov - D
Lista siturilor arheologice din județul Brașov - D conține toate siturile arheologice din județul Brașov înscrise în Repertoriul Arheologic Național (RAN) și aflate în localități al căror nume începe cu litera D. RAN este administrat de Ministerul Culturii și Patrimoniului Național și cuprinde date științifice, cartografice, topografice, imagini și planuri, precum și orice alte informații privitoare la zonele cu potențial arheologic, studiate sau nu, încă existente sau dispărute.
Puteți căuta un sit din localitățile care încep cu litera D folosind formularul de mai jos sau puteți naviga prin toate siturile din județ la Lista siturilor arheologice din județul Brașov.
| Cod RAN                                   | Denumire | Localitate                         | Adresă               | Datare               | Descoperit | Coordonate                                      | Imagine           | Erori            |
| ----------------------------------------- | --- | ---------------------------------- | -------------------- | -------------------- | ---------- | ----------------------------------------------- | ----------------- | ---------------- |
| 41505.01.01 (Cod LMI: BV-I-s-A-11276)     | Castellum roman de la Drumul Carului - "La Cetate" / ansamblu anonim (Categorie: locuire militară) (Tip: Castellum)                                                                         | sat Drumul Carului, comuna Moieciu | La Cetate (Grădiște) | romană sec. II - III |            | 45°28′00″N 25°18′05″E / 45.46667°N 25.30139°E   | Încărcați imagine | Raportați eroare |
| 41505.01.02 (Cod LMI: BV-I-s-A-11276)     | Castellum roman de la Drumul Carului - "La Cetate" / ansamblu anonim (Categorie: locuire militară) (Tip: Așezare)                                                                           | sat Drumul Carului, comuna Moieciu | La Cetate (Grădiște) |                      |            | 45°28′00″N 25°18′05″E / 45.46667°N 25.30139°E   | Încărcați imagine | Raportați eroare |
| 40795.01.02                               | Necropola romană de la Drăușeni- Cisterna / ansamblu anonim (Categorie: descoperire funerară) (Tip: Necropolă)                                                                              | sat Drăușeni, comuna Cața          | Cisterna             |                      |            |                                                 | Încărcați imagine | Raportați eroare |
| 40795.01.01                               | Necropola romană de la Drăușeni- Cisterna / ansamblu anonim (Categorie: descoperire funerară) (Tip: Necropolă)                                                                              | sat Drăușeni, comuna Cața          | Cisterna             |                      |            |                                                 | Încărcați imagine | Raportați eroare |
| 42174.01                                  | Celtul de la Dăișoara (Categorie: neprecizată) (Tip: neprecizat) | sat Dăișoara, comuna Ungra         |                      |                      |            |                                                 | Încărcați imagine | Raportați eroare |
| 41505.02.01                               | Așezarea eneolitică de la Drumul Carului / ansamblu anonim (Categorie: locuire civilă) (Tip: Așezare)                                                                                       | sat Drumul Carului, comuna Moieciu |                      |                      |            |                                                 | Încărcați imagine | Raportați eroare |
| 41211.01.01                               | Situl arheologic de la Dopca / ansamblu anonim (Categorie: locuire civilă) (Tip: Așezare)                                                                                                   | sat Dopca, comuna Hoghiz           |                      | Wietenberg           |            |                                                 | Încărcați imagine | Raportați eroare |
| 41211.01.02                               | Situl arheologic de la Dopca / ansamblu anonim (Categorie: locuire civilă) (Tip: Așezare)                                                                                                   | sat Dopca, comuna Hoghiz           |                      | noua                 |            |                                                 | Încărcați imagine | Raportați eroare |
| 40795.02.01                               | Depozitul de bronzuri de la Drăușeni / ansamblu anonim (Categorie: depozit/tezaur) (Tip: Depozit)                                                                                           | sat Drăușeni, comuna Cața          |                      |                      |            |                                                 | Încărcați imagine | Raportați eroare |
| 40795.02.01                               | Depozitul de bronzuri de la Drăușeni / complex depozit (Categorie: depozit/tezaur) (Tip: depozit)                                                                                           | sat Drăușeni, comuna Cața          |                      |                      |            |                                                 | Încărcați imagine | Raportați eroare |
| 41300.01.01                               | Așezarea hallstattiană din satul Dacia / ansamblu anonim (Categorie: locuire civilă) (Tip: Așezare)                                                                                         | sat Dacia, comuna Jibert           |                      |                      |            |                                                 | Încărcați imagine | Raportați eroare |
| 40795.03.01                               | Așezarea hallstattiană de la Drăușeni / ansamblu anonim (Categorie: locuire civilă) (Tip: Așezare)                                                                                          | sat Drăușeni, comuna Cața          |                      |                      |            |                                                 | Încărcați imagine | Raportați eroare |
| 41300.02.01                               | Așezarea Latene de la Dacia / ansamblu anonim (Categorie: locuire civilă) (Tip: Așezare) | sat Dacia, comuna Jibert           |                      | dacică               |            |                                                 | Încărcați imagine | Raportați eroare |
| 40795.04                                  | Obiecte dacice din argint și inscripție romană descoperite la Drăușeni (Categorie: descoperire izolată) (Tip: obiect izolat)                                                                | sat Drăușeni, comuna Cața          |                      |                      |            |                                                 | Încărcați imagine | Raportați eroare |
| 41211.02.01                               | Așezarea din epoca migrațiilor de la Dopca- Podul Luncii / ansamblu anonim (Categorie: locuire civilă) (Tip: Așezare)                                                                       | sat Dopca, comuna Hoghiz           | Podul luncii         | sec. III-IV          |            |                                                 | Încărcați imagine | Raportați eroare |
| 41211.03.01                               | Așezarea de epoca medievală timpurie de la Dopca / ansamblu anonim (Categorie: locuire civilă) (Tip: Așezare)                                                                               | sat Dopca, comuna Hoghiz           |                      | sec. VIII-IX         |            |                                                 | Încărcați imagine | Raportați eroare |
| 41300.03.01                               | Așezarea romană de la Dacia / ansamblu anonim (Categorie: locuire civilă) (Tip: Așezare) | sat Dacia, comuna Jibert           |                      |                      |            |                                                 | Încărcați imagine | Raportați eroare |
| 40937.01.01                               | Așezarea Latene de la Dumbrăvița / ansamblu anonim (Categorie: locuire civilă) (Tip: Așezare)                                                                                               | sat Dumbrăvița, comuna Dumbrăvița  |                      | dacică sec I         |            |                                                 | Încărcați imagine | Raportați eroare |
| 40795.08.06 (Cod LMI: BV-II-m-A-11672.02) | Situl medieval al Cetății săteaști și al bisericii evanghelice fortificate de la Drăușeni / ansamblu anonim(Cetatea țărănească Drăușeni) (Categorie: locuire) (Tip: Cetate sătească)        | sat Drăușeni, comuna Cața          | str. Principală 142  | sec. XV - XVII       |            |                                                 | Încărcați imagine | Raportați eroare |
| 40795.08.05 (Cod LMI: BV-II-m-A-11672.01) | Situl medieval al Cetății săteaști și al bisericii evanghelice fortificate de la Drăușeni / ansamblu Biserica fortificată(Cetatea țărănească Drăușeni) (Categorie: locuire) (Tip: Biserică) | sat Drăușeni, comuna Cața          | str. Principală 142  | sec. XIII - XVII     |            |                                                 | Încărcați imagine | Raportați eroare |
| 40795.08.01 (Cod LMI: BV-II-a-A-11672)    | Situl medieval al Cetății săteaști și al bisericii evanghelice fortificate de la Drăușeni / ansamblu anonim(Cetatea țărănească Drăușeni) (Categorie: locuire) (Tip: biserică)               | sat Drăușeni, comuna Cața          | str. Principală 142  | 1150-1200            |            | 46°08′24″N 25°18′32″E / 46.14°N 25.3088888889°E | Încărcați imagine | Raportați eroare |
| 40795.08.02 (Cod LMI: BV-II-a-A-11672)    | Situl medieval al Cetății săteaști și al bisericii evanghelice fortificate de la Drăușeni / ansamblu anonim(Cetatea țărănească Drăușeni) (Categorie: locuire) (Tip: Cimitir)                | sat Drăușeni, comuna Cața          | str. Principală 142  | 1150-1200            |            | 46°08′24″N 25°18′32″E / 46.14°N 25.3088888889°E | Încărcați imagine | Raportați eroare |
| 40795.08.03 (Cod LMI: BV-II-a-A-11672)    | Situl medieval al Cetății săteaști și al bisericii evanghelice fortificate de la Drăușeni / ansamblu anonim(Cetatea țărănească Drăușeni) (Categorie: locuire) (Tip: Basilica)               | sat Drăușeni, comuna Cața          | str. Principală 142  | sec. XIII            |            | 46°08′24″N 25°18′32″E / 46.14°N 25.3088888889°E | Încărcați imagine | Raportați eroare |
| 40795.08.04 (Cod LMI: BV-II-a-A-11672)    | Situl medieval al Cetății săteaști și al bisericii evanghelice fortificate de la Drăușeni / ansamblu anonim(Cetatea țărănească Drăușeni) (Categorie: locuire) (Tip: Cimitir)                | sat Drăușeni, comuna Cața          | str. Principală 142  | sec. XIII-XIV        |            | 46°08′24″N 25°18′32″E / 46.14°N 25.3088888889°E | Încărcați imagine | Raportați eroare |
| 40937.03 (Cod LMI: BV-IV-m-B-11918)       | Cruce de piatră la Dumbrăvița (Categorie: structură de cult/religioasă) (Tip: cruce) | sat Dumbrăvița, comuna Dumbrăvița  |                      | sec. XVIII           |            |                                                 | Încărcați imagine | Raportați eroare |
| 41211.04.01                               | Atelier de sticlărie de la Dopca-Valea Mare / ansamblu anonim (Categorie: construcție) (Tip: atelier de sticlărie)                                                                          | sat Dopca, comuna Hoghiz           | Valea Mare           | sec. XVI-XVII        |            |                                                 | Încărcați imagine | Raportați eroare |